# Ива Апостолова
Ива Апостолова е българска куклена и озвучаваща актриса. Известна е главно с озвучаването на филми и сериали, както и с изявите си в театър „Златният Век“ от 1968 до 1982 г. Занимава се и с пеене на детски песни и четене на детски приказки. Работи и в радио БНР, като чете приказки.

## Ранен живот
ЙовкаАпостолова е родена в град София през 1950 г. Сестра е на Васил Апостолов, директор на театър ''Златният век''. Бива приета във ВИТИЗ и завършва през 1972 г. при проф. Елена Владова.

## Кариера в театъра
Режисьор е на куклените постановки ''Тигърчето Спас'' и ''Малкото голямо слонче'' и участва в постановката ''Котаракът с чизми'' в Столичния куклен театър. Играе в пиесата ''Еленово Царство'' и на 8 октомври 1990 г. получава награда за актьорско майсторство за играта си в нея. През 2008 г. е участвала в традиционното прочитане на разказа „приказки от Библията“.

## Кариера на озвучаваща актриса
Ива Апостолова се занимава с дублаж от 1972 г.
Участва в дублажите на „Мъпет Шоу“, където е избрана с кастинг да дублира Мис Пиги, „Пчеличката Мая“, „Малкото пони“, „Всички кучета отиват в Рая“, „Артур и отмъщението на Малтазар“, „Силата Миу Миу“, „Железният човек“, „Шоколад и пипер“, „Кро“, „Тазмания“, „Кралската академия“, „Принцеса Мононоке“, „Семейни въпроси“, „Франклин“, „Скуби-Ду! Мистерия ООД“ и други.
Най-популярният неин филмов дублаж е в ролята на Изма в „Омагьосаният император“.
| Актриса         | Заглавия | Роли                                 |
| --------------- | --- | ------------------------------------ |
| Джун Форей      | Гневът на маймуните Патешки истории Мистериите на Силвестър и Туити (дублаж на Арс Диджитал Студио) | Мама горила Магика Де Спел Баба      |
| Ерика Кон       | Американска приказка (дублаж на Александра Аудио) Американска приказка 2: Файвъл покорява запада (дублаж на Александра Аудио) Американска приказка 3: Съкровището на Остров Манхатън (дублаж на Александра Аудио) | Мама Мишкович                        |
| Естел Харис     | Играта на играчките 2 Играта на играчките 3 Ваканция на Хаваите Партизавър Рекс Играта на играчките: Пътешествието Ким Суперплюс                                                                                  | Госпожа Картоф Майката на Д-р Дракон |
| Минди Кон       | Ким Суперплюс Скуби-Ду и Кралят на гоблините (дублаж на студио Доли) Скуби-Ду: Легенда за Фантозавъра (дублаж на студио Доли)                                                                                     | Г-ца Уисп Велма Динкли               |
| Мириам Марголис | Мулан Хари Потър и Стаята на тайните (дублаж на Александра Аудио) | Сватовница Професор Спраут           |

### Анимационни сериали (войсоувър дублаж)
- „Веселите картофчета“, 1996
- „Кро“ – Майк (Джуси Смулие), Нанди (Рут Бъзи) и Пака (Кенди Майло), 90-те години
- „Пчеличката Мая“ – Уили (дублаж на БТ), 70-те и 80-те години
- „Малкото пони“, 1996
- „Мистериите на Силвестър и Туити“ (дублаж на Арс Диджитал Студио) – Баба (Джун Форей), 2007
- „Силата Миу Миу“
- „Франклин“ (от четвърти сезон) – Франклин, 2012

### Анимационни сериали (нахсинхронен дублаж)
- „Аладин“ – Мираж (Биби Нюърт), 1997
- „Клуб Маус“, 2003-2004
- „Кралската академия“ – Професор Снежанка, 2017
- „Легенда за Тарзан“ – Джамила (Синди Уорън), 2002
- „Патешки истории“ – Г-жа Клюмвия (Джоун Гърбър) и Магика Де Спел (Джун Форей), 1992
- „Скуби-Ду! Мистерия ООД“ (дублаж на Александра Аудио) – Баба Лунен Лъч (Марион Рос) / Г-жа Уаят (Джесика Уолтър), 2011
- „Тазмания“ (дублаж на БНТ), 90-те години
- „Шаолински двубои“ (дублаж на студио Про Филмс) – Вуя (Сюзан Сайло), 2012
- „Шаолински хроники“ – Вуя (Крий Съмър), 2014
- „Ким Суперплюс“ – Майката на Д-р Дракон / г-ца Уисп, 2005

### Игрални сериали (войсоувър дублаж)
- „Мъпет Шоу“ – Мис Пиги ({[Франк Оз]]), 80-те години
- „Семейни въпроси“, 2009
- „Каталина и Себастиан“, 2003-2004
- „Синьо лято“ (дублаж на студио Доли), 2006
- „Сладка тайна“ – Грейс Ремингтън (Кристина Лили), 2008-2009
- „Шоколад и пипер“, 2006-2007
- „Страници от живота“, 2008
- „Мис Амбиция“, 2009
- „Без пукната пара“ – Керълайн Чанинг (Бет Беърс, в няколко епизода, на мястото на Анна Петрова), 2015

### Игрални филми (войсоувър дублаж)
- „Артур и отмъщението на Малтазар“ (дублаж на студио Доли), 2010
- „Коледната песен на мъпетите“ – мис Пиги, 2008
- „Мъртъв и половина“ (дублаж на студио Доли) – Момичето на Туич (Мо'Ник) / Съдия Джейн Макферсън (Линда Торсън) / Репортерка (Александра Камп)
- „Скуби-Ду: Мистерията започва“ (дублаж на студио Доли) – Дафни Блейк (Кейт Мелтън), 2010
- „Скуби-Ду: Проклятието на езерното чудовище“ (дублаж на студио Доли) – Велма Динкли (Хейли Киоко), 2012

### Игрални филми (нахсинхронен дублаж)
- „Стюарт Литъл 2“ – Учителка (Мария Бамфорд), 2002

### Анимационни филми (войсоувър дублаж)
- „Весели крачета“ (дублаж на студио Доли) – малкия Мамбъл (Елизабет Дейли), 2008
- „Всички кучета отиват в Рая“, 1996
- „Двойната Лотхен“ (дублаж на студио Доли), 2010
- „Къща-чудовище“ (дублаж на студио Доли), 2008
- „Кучешкия двор и легендата за голямата лапа“, 1996
- „Осмозис Джоунс“ (дублаж на студио Доли), 2015
- „Принцеса Мононоке“ – Лейди Ебоши (Мини Драйвър), 2000
- „Ранго“ (дублаж на студио Доли), 2012
- „Том и Джери: Филмът“ (дублаж на Мулти Видео Център) – Джери (Дейна Хил) / леля Пристин Фиг (Шарлът Рей), 1997
- „Скуби-Ду и Кралят на гоблините“ (дублаж на студио Доли) – Велма Динкли (Минди Коун), 2010
- „Скуби-Ду: Абракадабра-Ду“ (дублаж на студио Доли) – Дафни Блейк (Грей Делайл), 2012
- „Скуби-Ду: Легенда за Фантозавъра“ (дублаж на студио Доли) – Велма Динкли (Минди Коун), 2013

### Анимационни филми (нахсинхронен дублаж)
- „101 далматинци II: Приключението на Пач в Лондон“ – Нани (Мери Маклауд), 2008
- „Алиса в Страната на чудесата“ – Царицата на сърцата (Върна Фелтън), 2004
- „Барби и трите мускетарки“, 2009
- „Весели крачета 2“ (дублаж на студио Доли) – Мис Вайола (Магда Шубански), 2011
- „Гномео и Жулиета“ (дублаж на Александра Аудио) – Лейди Блубъри (Маги Смит), 2011
- „Лило и Стич“ – госпожа Хасагава (Ейми Хил), 2002
- „Омагьосаният император“ – Изма (Ърта Кит), 2001
- „Робин Худ“ – Лейди Клъв (Каръл Шели), 2008
- „Сто и един далматинци“ – Нани (Марта Уентуърт), 2008
- „Тайната на Коко“ – Леля Росита (Селене Луна), 2017
- „Тарзан“ – Други гласове, 2000
- „Цар лъв 3: Хакуна матата“ – Майката на Тимон (Джули Кавнър), 2004

## Филмография
- „Внукът на дядо Коледа“ (1998) – чистачката

## Смърт
Ива Апостолова умира на 17 май 2022 г.